# Kfarchouba
Kfar Chouba (en arabe كفرشوبا) (aussi connu par Kafarchouba ou Kfar Shuba ) est un village libanais dont une partie du territoire est occupée militairement par Israël depuis 1982.
Situé dans la région d'Arkoub, dans le caza de Hasbaya, sa position à 1 200 m d'altitude, à la  frontières avec Israël et le plateau syrien du Golan, permet au territoire de Kfarchouba de surveiller la profondeur israélienne et la plaine de la Bekaa au Liban, ce qui en fait un des emplacements stratégiques les plus importants.

## Invasions israéliennes
Les forces israéliennes sont entrées dans les années 1967, 1970, 1972. L'invasion israélienne en 1975 a endommagé la plupart des maisons. Une autre invasion a eu lieu en 1982 jusqu'en mai 2000 quand l’armée israélienne s’est retirée de la majorité du Sud Liban, tout en gardant l'occupation des collines de Kfarchouba et de la région des Fermes de Chebaa.  

## Démographie
Actuellement, plus de 90 % de la population originaire du village vit à l'extérieur du Liban à cause des effets des occupations sporadiques. Sur un total de 800 maisons qui constituent le village, l'attaque israélienne de l'été 2006 a détruit complètement 60 maisons et en a sévèrement endommagé 650.

## Géographie
La superficie du village est de l'ordre de 37 km2 y compris les collines qui sont toujours occupées par l’armée israélienne.
Près du village, un escarpement rocheux d'environ 100 mètres de haut, créé peut-être par l'érosion est appelée shkif (en arabe:الشقيف).

## Socio-économique
Le collège a été reconstruit dans les années 1990 après le retour de quelques émigrés en y ajoutant une section secondaire en 2006.
La mosquée du village a été détruite aussi en 1972 et reconstruite partiellement.
Kfarchouba est le deuxième grand village dans le sud Libanais, et contient le plus grand nombre de jeunes diplômés dans le district de Hasbaya.
Lieux connus
- Le Shkif (en arabe الشقيف)
- Ajami, Mobaraki and Cheikh Salam : Les trois grands chênes saints.

Informations
- Population : 9 500 (dont 1 000 vivent dans le village et le reste à l'étranger)
- Grandes familles : Al KADRI (en arabe القادري),AL HAJ( ABDALLAH-ASSAD-ZAITOUN-LAKKIS-SALEH,ETC), KASSAB (en arabe قصب), DIAB (en arabe ذياب), GHANEM (en arabe غانم), etc.
- Président du conseil municipal : Dr.Kassem El Kadiri
- Directeur de l'école primaire : Ahmad Toufic Kassab
- Maires : Mohammad Kassab, Mohammed el kadiri et Ali Salih diab.
- Nature : montagneux
- Altitude : 1 200 mètres (culmine à 1 500 mètres)
- Agriculture : olives (plus de 100 tonnes en 2006 (y compris huile), figues, raisin, cerises, etc.